# رانولف فينيس
السير رانولف توايسلتون ويكهام-فينيس، بارونيت أوبي الثالث (بالإنجليزية: Ranulph Fiennes)‏ والحائز على رتبة ضابط في منظومة الشرف البريطاني (7 مارس عام 1944)، المعروف باسم السير رانولف فينيس، وباسم ران فينيس أحيانًا، هو مستكشف بريطاني حائز على العديد من سجلات القدرة على التحمل، وهو أيضًا كاتب وشاعر ومؤلف مشارك في كتاب «الروم البريطاني العظيم».
خدم فينيس في الجيش البريطاني لمدة ثماني سنوات، وعمل لفترة في خدمة مكافحة التمرد أثناء إلحاقه بالجيش السلطانيّ العُمانيّ. ذهب بعدها في العديد من الرحلات الاستكشافية، وكان أول شخص يزور القطبين الشمالي والجنوبي عن طريق البر، وأول شخص يعبر القارة القطبية الجنوبية بالكامل سيرًا على الأقدام. صعد إلى قمة جبل إيفرست عندما كان في الخامسة والستين من عمره في مايو عام 2009.
كان فينيس أعظم مستكشف على قيد الحياة في العالم، وذلك وفقًا لموسوعة غينيس للأرقام القياسية لعام 1984. كتب فينيس العديد من الكتب حول خدمته العسكرية وبعثاته، وذلك بالإضافة إلى كتاب يدافع عن روبرت فالكون سكوت ضد المراجعين المعاصرين.

## المسار المهني

### مؤلف
تطورت مهنة فينيس كمؤلف جنبًا إلى جنب مع حياته المهنية كمستكشف، فألف 24 كتابًا خياليًا وغير خيالي، بما في ذلك كتاب رجل الريش. نشر في عام 2003 سيرة ذاتية للكابتن روبرت فالكون سكوت، والتي حاولت تقديم دفاع قوي عن إنجازات سكوت وسمعته، والتي شكك بها كتّاب السيرة الذاتية مثل رولاند هانتفورد بشكل كبير. يقول فينيس إنه يؤيد لورانس أوتس أكثر، وهو عضو آخر في فريق سكوت في القطب الجنوبي المحكوم عليه بالفشل، وذلك على الرغم من مقارنة البعض بين فينيس وسكوت.

### آراءه السياسية
ترشح فينيس لحزب الريف في الانتخابات الأوروبية لعام 2004 في منطقة جنوب غرب إنجلترا، وكان الرابع على قائمة المرشحين الست. حصل الحزب على 30,824 صوت، وهو عدد غير كاف لانتخاب أي من مرشحيه. لم يكن فينيس راعيًا رسميًا لحزب استقلال المملكة المتحدة أبدًا على عكس ما أوردته بعض التقارير. يُعدّ فينيس عضوًا في جماعة الضغط الليبرتارية «رابطة الحرية». كان فينيس في أغسطس عام 2014 واحدًا من بين 200 شخصية عامة وقعت على رسالة إلى صحيفة الغارديان تعارض استقلال اسكتلندا في الفترة التي سبقت استفتاء سبتمبر المتعلق بهذه القضية.

### الظهور في وسائل الإعلام
أُخِذ فينيس بعين الاعتبار لدور جيمس بوند أثناء عملية اختيار المرشحين، وذلك وفقًا لمقابلة معه في برنامج توب جير، إذ وصل إلى مرحلة المتنافسين الستة النهائيين، ولكن ألبرت آر. بروكولي رفضه لامتلاكه «يدين كبيرتين جدًا ووجه مزارع»، واُختير روجر مور في النهاية. روى فينيس هذه الحكاية مرة أخرى خلال مقابلة له في برنامج كاونتداون، والذي أشار فيها أيضًا إلى أعماله في الأفلام القصيرة إلى جانب الممثلة الكوميدية ليز فريزر.
ظهر فينيس في برنامج كاونتداون على القناة الرابعة البريطانية كضيف مشهور في فقرة «زاوية المعجم» بين 1 و5 أكتوبر عام 2012، ومرة أخرى في الفترة بين 13 و19 نوفمبر عام 2013، وأغنى الفواصل اعتمادًا على قصص حياته واستكشافاته.
عمل فينيس مؤخرًا معلقًا ضيفًا خبيرًا في برنامج مطاردة شاكلتون الوثائقي على محطة بي بي إس التلفزيونية، والذي عُرِض في يناير عام 2014. ألقى فينيس عددًا من خطابات الشركات وبعد العشاء.
ظهر فينيس في فيلم وثائقي من ثلاثة أجزاء على قناة ناشيونال جيوغرافيك في عام 2019 بعنوان مصر وأعظم مستكشف في العالم (وأُطلِق عليه أيضًا اسم عودة فينيس إلى مصر) مع ابن عمه والممثل جوزيف فينيس الذي أعاد تتبع رحلته الأولى إلى مصر في ستينيات القرن الماضي.

## وصلات خارجية
- رانولف فينيس على موقع IMDb (الإنجليزية)
- رانولف فينيس على موقع الموسوعة البريطانية (الإنجليزية)
- رانولف فينيس على موقع ميوزك برينز (الإنجليزية)
- رانولف فينيس على موقع إن إن دي بي (الإنجليزية)
- رانولف فينيس على موقع قاعدة بيانات الفيلم (الإنجليزية)